# 克罗夫顿 (马里兰州)
克罗夫顿（Crofton）是美国马里兰州安妮阿伦德尔县的一个普查规定居民点和规划社区，位于巴尔的摩以南24英里（39），安纳波利斯以西9.8英里（15.8），华盛顿特区东北24英里（39）。社区成立于1964年。面积6.6平方英里（17.1平方）。根据2010年美国人口普查，其人口为27,348人。

## 历史
1963年，克劳福德公司宣布将建立一个名为克罗夫顿的新社区。克罗夫顿社区在1964年秋天正式成立，得名于英格兰坎伯兰郡的一个小镇。
2007年和2011年，克劳福德两度被Money杂志评为美国100个最佳生活地点之一。